# Antigva i Barbuda
Antigva i Barbuda je otočna država na granici Karipskog mora i Atlantskog oceana. Pripada skupini Malih Antila. Okružena je otocima Gvadalupa na jugu, Montserrat na jugozapadu, Sveti Kristofor i Nevis na zapadu i Sveti Bartolomej na sjeverozapadu.
Po društvenom uređenju Antigva i Barbuda je parlamentarna monarhija u sastavu Commonwealtha.

## Zemljopis
Ova država se sastoji od tri otoka. Pored Antigve koja ima 280 km2, tu je još Barbuda sa 161 km2 sjeverno od Antigve i jedan nenaseljen stjenoviti otočić Redonda koji ima jedan četvorni kilometar i leži jugozapadno od Antigve. Ukupna površina države je 442 km2.
Glavni grad je St. John's. Nalazi se na Antigvi, na dnu dubokog morskog zaljeva na sjeverozapadu otoka. Treći grad po veličini je All Saints.
Grad je centar izvoza šećera, ruma i pamuka, ali i proizvodnje umjetničkog obrta, proizvodnje vlakana, tkanina i keramike. Grad je i turistički zanimljiv. Vrijedni posjeta su Sudska palača iz 1747., ostatci tvrđave iz 1703. i Saint-John's katedrala sagrađena 1834. Prvi engleski kolonisti došli su 1632. iz Svetog Kristofora i Nevisa. Nakon 1663. dolaze u Saint John's i kolonisti iz Engleske.
U 18. stoljeću grad postaje zapovjedno mjesto Kraljevske engleske mornarice smještene na Antilima. 1981. je Saint John's postao glavni grad novoosnovane nezavisne države Antigva i Barbuda.
Dok je Redonda vulkanskog porijekla, Antigva i Barbuda su građene od vapnenca. Samo na jugozapadnom dijelu Antigve se može naći vulkansko kamenje. U istom području je i najviša uzvisina ove otočne države, Obama, visok 402 metara.

## Stanovništvo
Engleski jezik je vrlo raširen, ali i kreolski koji se temelji na engleskom.
U etničkom pogledu, 91 posto stanovništva su potomci afričkih robova. Osim njih, ima i mješanaca, Europljana i Azijata.
- Religije:

- 74% protestanti
- 11% katolici
- 1% Jehovini svjedoci
- 14% ostali

## Jezici
Na Antigvi i Barbudi postoje dva jezika, antigvanski i barbudski kreolski engleski (67.000; 2001) i engleski (9.000; službeni)

## Politika
Antigva i Barbuda ima dvodomni sustav (Zastupnički dom i Senat, kao Gornji dom)

### Sigurnosna politika
Država ima vojsku od 150 vojnika i mornaricu s 25 mornara (dva brza broda). SAD su preuzele dio brige o sigurnosti države između ostalog i uzimanjem u najam dvaju vojnih baza na otocima.

## Povijest
- do 1200. naseljavanje Arawak Indijanaca iz područja Orinoka
- oko 1200. upadaju Karibi iz Južne Amerike i šire se
- 1493. dolazak Kolumba
- 1628. Englezi se naseljavaju na Barbudu
- 1632. Englezi naseljavaju i Antigvu: u početku uzgajaju duhan, a kasnije i šećernu trsku
- 1680. pa do kasnog 19. stoljeća Barbuda pripada obitelji Cordington
- 19. stoljeće ukidanje ropstva; privredna stagnacija
- 1870. Antigva i Barbuda se ujedinjuju
- 1956. Antigva i Barbuda postaju samostalne kolonije
- 1958. do 1962. provincija Zapadnoindijske federacije
- od 1967. potpuna unutrašnjopolitička autonomija, inozemni poslovi - Velika Britanija
- 1. studenoga 1981. neovisnost od Velike Britanije

## Šport
Kao i u većini zemalja Commonwealtha, na Antigvi i Barbudi kriket je vrlo popularan sport. Od ostalih sportova, popularni su nogomet i atletika, u kojoj su Antigvu na olimpijskim igrama predstavljali Sonia Williams i Heather Samuel. Ostali perspektivni atletičari su Brendan Christian (100 m, 200 m), Daniel Bailey (100 m, 200 m) i James Grayman (skok u vis).

## Promet
Značajnija morska luka za međunarodni promet je Saint John's.